# Доісторична Європа

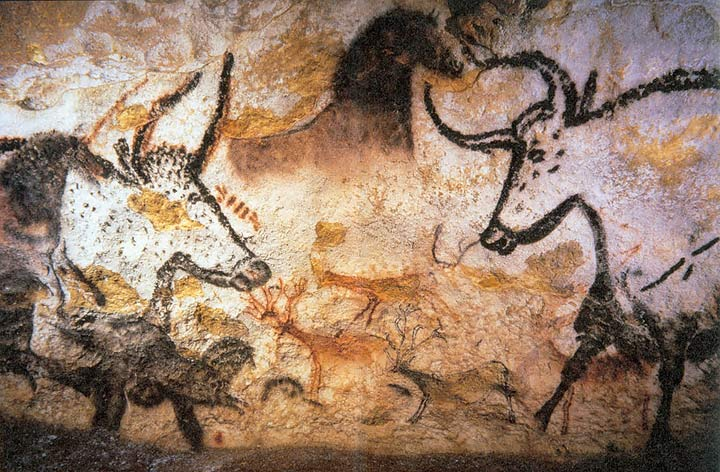
Палеолітичне живописне мистецтво Ласко у Франції. 15,000 BC

Доісторична Європа — Європа до початку письмових пам'яток, починаючи з нижнього палеоліту.

## Загальний опис
З історичним прогресом виникає і зростає значна регіональна нерівномірність культурного розвитку. Регіон східного Середземномор'я, завдяки своїй географічній близькості, перебуває під сильним впливом і натхненням класичних цивілізацій Близького Сходу, а також приймає та розвиває найдавніші системи громадської організації та писемності. Історія Геродота (приблизно з 440 р. до н. е.) є найдавнішим відомим європейським текстом, який прагне систематично записати традиції, громадські справи та визначні події Європи.
Широко розсіяні поодинокі знахідки окремих скам'янілостей фрагментів кісток (Атапуерка, нижня щелепа Мауера), кам'яних артефактів або сукупностей свідчать про те, що під час нижнього палеоліту, який охоплює від 3 мільйонів до 300 000 років тому, присутність палеолюдини була рідкісною і зазвичай розділялася тисячами років. Карстовий регіон гір Атапуерка в Іспанії є найдавнішим на цей час відомим і надійно датованим місцем проживання більш ніж одного покоління та групи осіб.
Homo neanderthalensis з'явився в Євразії між 600 000 і 350 000 роками тому як найдавніша група європейців, яка залишила після себе значну традицію, набір оцінюваних історичних даних завдяки багатим літописам скам'янілостей у вапнякових печерах Європи та мозаїці місць проживання на великих територіях. До них належить Мустьєрська культура. Сучасні люди прибули до Середземноморської Європи під час верхнього палеоліту між 45 000 і 43 000 років тому, і обидва види жили в спільному середовищі існування протягом кількох тисяч років. Дослідження поки що не дали загальновизнаного остаточного пояснення того, що стало причиною вимирання неандертальців між 40 000 і 28 000 років тому.

## Інтернет-ресурси
- Europe's oldest prehistoric town unearthed in Bulgaria
- [Hans Slomp (2011). Europe, a Political Profile: An American Companion to European Politics. ABC-CLIO. pp. 50–. ISBN 978-0-313-39181-1. Europe, a Political Profile]
- Neolithic and Chalcolithic Artifacts from the Balkans
- Central European Neolithic Chronology
- South East Europe pre-history summary to 700 BC
- Prehistoric art of the Pyrenees

Палеолітичні святилища: